# ノヴァロッシ
ノヴァロッシ ワールド（Novarossi World）は、ノヴァロッシの商標のグローエンジンとラジコン用の関連する製品群で有名なイタリアの模型用小型エンジンの会社である。会社標語は「世界最高峰のエンジン」。

## 歴史
ノヴァロッシは1984年にイタリアでCesare Rossi と彼の妻のGraziosa Barchiによって設立された。Cesare Rossiは1950年代から模型飛行機用の製造を開始した。Rossiは既存の模型用エンジンの改良で成功を収めイタリアと世界大会で優勝した。
60年代にCesare Rossiは彼の父から学んだ工学と機械加工の技術で独自のエンジンを製造した。これらのエンジンの製造で成功して弟と共にCesare Rossiは家業として始めることを決断した。彼の妻のGraziosa Barchiと二人の息子であるMario と Sergio RossiとCesare Rossiでノヴァロッシを設立した。

## 製品

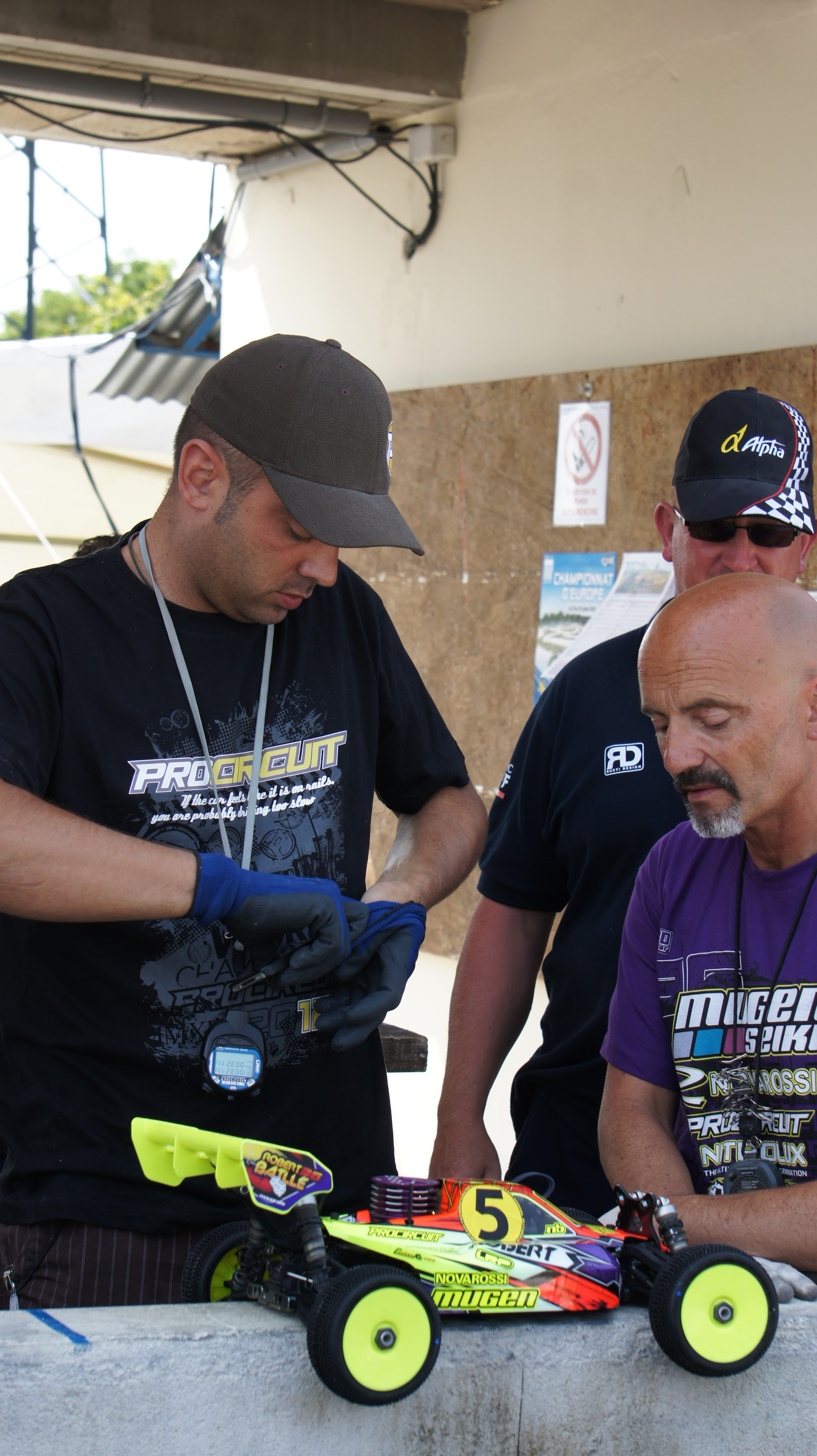
ノヴァロッシ製エンジンを備えたRobert Batlleの車両

ノヴァロッシはエンジン、マニホールド、チューンドパイプ、グロープラグと他の付属品を全ての無線操縦模型の分野用に揃える。ノヴァロッシは無線操縦模型、船舶、航空機において高い市場占有率を保持する。多くの世界選手権ではこれらのが上位に入賞する。会社のスローガンは"世界チャンピオンのエンジン"でしばしば同社のデカールや衣料品に見られる。
ノヴァロッシは毎年6万台のエンジン、30万個のグロープラグを製造する。ノヴァロッシの売り上げの90%は輸出で 世界中に輸出される。Cesare Rossi は模型がイタリア国内での売り上げ比率が現在の10%から上昇する事を期待する。

## チームドライバー達
Adam Drake
Adam Drake は現在チームノヴァロッシの一員でノヴァロッシのエンジンを使用したオフロード車でROAR 2013 ニトロ・オフロード世界大会で優勝した。
Robert Batlle (スペイン)
2回欧州チャンピオンに輝き、9回スペインチャンピオンに輝き、1回世界チャンピオンに輝いた(2012年, アルゼンチン大会)。

## 現在の変更
2005年、創業者のCesare Rossiの息子のMario Rossiがノヴァロッシを離れた。Mario RossiはイタリアのRC界の巨人であるGRP Gandiniによって生産される無線操縦自動車用に彼独自の設計のエンジンを設計し多様なブランドの元で販売する。
2006年12月ノヴァロッシは社名をノヴァロッシsncからノヴァロッシ・ワールド s.r.lに変更した。